# Dužnost čuvanja poslovne tajne
Dužnost čuvanja poslovne tajne spada u obaveze i dužnosti propisane Zakonom o privrednim društvima.
Lica koja imaju ovu dužnost su lica zaposlena u društvu i/ili lica društva koja imaju posebne dužnosti prema društvu kojem pripadaju.
Njihove obaveze i dužnosti ih prema Zakonu o privrednim društvima obavezuju i ona su dužna da čuvaju poslovne tajne društva.
Ortaci i komplementari kao lica društva sa posebnim dužnostima su dužna da poslovnu tajnu čuvaju i nakon prestanka tog svojstva. Taj period može trajati do dve godine od dana prestanka tog svojstva. 
Osnivačkim aktom, statutom, odlukom ili ugovorom koji lica društva zaključuju može se predvideti da taj period bude duži, ali ne duži od pet godina.
Način čuvanja poslovne tajne utvrđuje se odlukom uprave preduzeća. Tom se odlukom utvrđuje i odgovornost lica za čuvanje poslovne tajne. Lica koja su obavezna da čuvaju poslovnu tajnu su članovi i akcionarsko društvo privrednog društva, kao i sva lica zaposlena u preduzeću. To su i lica izvan preduzeća, ako su znala ili su morala znati da su određene isprave i podaci poslovna tajna. Dužnost čuvanja poslovne tajne traje i posle prestanka statusa osnivača člana i akcionara, prestanak mandata člana organa preduzeća i prestanak radnog odnosa zaposlenog. 
Poslovna tajna se štiti sankcijama privrednog prava,radnog prava, administrativnog prava i krivičnog prava.

## Poslovna tajna
Poslovna tajna je podatak koje lice društva u skladu sa svojim obavezama prema društvu mora da čuva, i u obavezi je da se prema poslovnoj tajni ophodi prema Zakonu o privrednim društvima.
Poslovna tajna kao podatak predstavlja:
- podatak čije bi saopštavanje trećem licu moglo naneti štetu društvu
- podatak koji ima ili može imati ekonomsku vrednost zato što nije opšte poznat, niti je lako dostupan trećim licima koja bi njegovim korišćenjem ili saopštavanjem mogla ostvariti ekonomsku korist
- podatak koji je od strane društva zaštićen odgovarajućim merama u cilju čuvanja njegove tajnosti
- podatak koji je zakonom, drugim propisom ili aktom društva određen kao poslovna tajna.

Poslovna tajna je, u osnovi, intelektualna svojina društva, čiji se domen utvrđuje autonomnim aktima samog društva. U svakom slučaju, poslovnu tajnu u smislu ZOPD, čine informacije o privrednom društvu, za koje je očigledno da bi prouzrokovale znatnu štetu društvu, ako dođu u posed trećih lica. ZOPD određuje i šta se ne može smatrati poslovnom tajnom:
- Informacije čije je objavljivanje obavezno
- Informacije koje su u vezi sa povredom zakona, dobre poslovne prakse ili principa poslovnog morala
- Informacije za koje postoji osnovna sumnja na postojanje korupcije

Privredno društvo je dužno pružiti potpunu zaštitu licu koje u dobroj meri ukazuje nadležnim organima na postojanje korupcije.
Klauzula poslovne tajne
Pojam poslovne tajne određen je generalnom klauzulom i glasi: Poslovnu tajnu predstavljaju isprave i podaci utvrđeni odlukom uprave preduzeća čije bi saopštavanje neovlašćenom licu bilo protivno poslovanju preduzeća i štetilo bi njegovim interesima i poslovnom ugledu.

## Lica koja imaju posebne dužnosti prema društvu
Posebne dužnosti prema društvu imaju: 
1. ortaci i komplementari;
2. članovi društva sa ograničenom odgovornošću koji poseduju značajno učešće u osnovnom kapitalu društva ili član društva sa ograničenom odgovornošću koji je kontrolni član društva u smislu člana 62. ovog zakona;
3. akcionari koji poseduju značajno učešće u osnovnom kapitalu društva ili akcionar koji je kontrolni akcionar društva u smislu člana 62. ovog zakona;
4. direktori, članovi nadzornog odbora, zastupnici i prokuristi;
5. likvidacioni upravnik.

Osnivačkim aktom odnosno statutom mogu se i druga lica odrediti kao lica koja imaju posebne dužnosti prema društvu. 
Lica koja mogu imati posebne dužnosti prema društvu određuju se osnivačkim aktom odnosnog društva ili statutom.

## Kazna
Kršenje dužnosti čuvanja poslovne tajne se smatra činjenjem krivičnog dela.
Krivični Zakonik štiti najviše vrednosti društva, a krivična dela se smatraju najopasnijim društvenim ponašanjem.
Kazna koja se propisuje zbog odavanja poslovne tajne je kazna zatvora od 6 meseci do 10 godina.

## Izuzeci od dužnosti čuvanja poslovne tajne
Ne smatra se povredom dužnosti čuvanja poslovne tajne saopštavanje podataka iz člana 72. ovog zakona ako je to saopštavanje: 
- obaveza propisana zakonom;
- neophodno radi obavljanja poslova ili zaštite interesa društva;
- učinjeno nadležnim organima ili javnosti isključivo u cilju ukazivanja na postojanje dela kažnjivog zakonom.[8]

## Reakcije u slučaju povrede dužnosti čuvanja poslovne tajne
Društvo može podneti tužbu protiv lica koja imaju posebnu dužnost čuvanja poslovne tajne Zakona o privrednim društvima. Ukoliko to lice povredi dužnost čuvanja poslovne tajne, društvo može tražiti:
1. naknadu štete;
2. isključenje tog lica kao člana društva, ako je to lice član društva;
3. raskid radnog odnosa za to lice, ako je to lice zaposleno u društvu.

Podnošenje tužbe iz stava 1. ovog člana ne isključuje i ne uslovljava mogućnost otkaza radnog odnosa u skladu sa zakonom kojim se uređuju radni odnosi.
Društvo je dužno da pruži potpunu zaštitu licu koje postupajući savesno u dobroj veri ukazuje nadležnim organima na postojanje informacije.

## Spoljašnje veze
- Beogradska berza
- Pravni portal
- Zakon o privrednim društvima
- Krivični Zakonik Republike Srbije
- https://web.archive.org/web/20111207010131/http://www.mojepravo.net/